# Deep Forest (Do As Infinity)
Deep Forest è un album in studio del gruppo musicale giapponese Do As Infinity, pubblicato nel 2001.

## Tracce
1. Fukai Mori (深い森) – 4:05
2. Tōku Made (遠くまで) – 4:16
3. Tadaima (タダイマ) – 4:29
4. Get yourself – 3:39
5. Tsubasa no Keikaku (翼の計画) – 4:07
6. Kōzō Kaikaku (構造改革) – 3:34
7. Koi Otome (恋妃) – 4:17
8. Week! – 4:16
9. Hang out – 4:03
10. Bōkenshatachi (冒険者たち) – 4:04
11. Enrai (遠雷) – 3:43